# حکایت‌نامه
حکایت نامه کتابی شامل قصه‌ها، حکایت‌های تمثیلی، داستانهای اخلاقی و لطیفه‌های فارسی برای کودکان و نوجوانان از انتشارات کانون پرورش فکری کودکان و نوجوانان در سال ۱۳۸۲ می‌باشد. گردآورنده حسین معلم، تصویرگر بهرام خائف و طراح گرافیک کوروش پارسانژاد می‌باشند. کتاب مجموعه ای از حکایت‌های کوتاه از متون کهن و ادبیات معاصر شامل داستانهای از گلستان سعدی، لطایف‌الطوایف فخرالدین علی صفی، امثال و حکم علی اکبر دهخدا، کلیات و رسالهٔ دلگشای عبید زاکانی، قابوس نامه عنصرالمعالی، جوامع الحکایات و لوامع الروایات محمد عوفی، مثنوی معنوی مولانا جلال‌الدین محمد بلخی، یادداشت‌های محمد قزوینی، اسرارالتوحید ابوسعید ابوالخیر، مرزبان نامه مرزبان بن رستم، بهارستان عبدالرحمن جامی، تذکرةالاولیاء فریدالدین عطار نیشابوری، کلیله و دمنه ترجمه نصرالله منشی، اسکندرنامه نظامی گنجوی، سیاست نامه نظام الملک طوسی، تاریخ بیهقی ابوالفضل بیهقی می‌باشد. این کتاب برای گروه سنی «د» و «ه» در سال۱۳۸۲با تیراژ ده هزار جلد و با قیمت ۱۵۰۰تومان به بازار عرضه شد.

## جوایز
حکایت نامه برنده جایزه افق‌های ویژه جشنواره بین‌المللی بولونیا ایتالیا درفروردین سال ۱۳۸۲(مارس ۲۰۰۳) شد.
آنتونیو فائتی رئیس هیئت داوران این نمایشگاه در هنگام اهدا بخش افق‌های ویژه انتشار حکایت نامه را گشودن یک راه تازه در مسیر نشر کتاب‌های کودک و نوجوان دانست.

## مقدمه
حسین معلم در مقدمه کتاب جمع‌آوری داستانهای اخلاقی و پندآموز ادبیات کهن ایران در این کتاب را تلاشی برای دسترسی و آشنایی نوجوانان به این متون کهن دانسته. وی سعی در انتخاب داستانهای جذاب و قابل فهم همراه با معنی بعضی کلمات مشکل در زیرنویس هر داستان دارد و در بعضی موارد همراه با بازنویسی جزئی بعضی متون همراه بوده‌است.